# Robert Lane
Robert George Lane (Galt, 15 gennaio 1882 – Winnipeg, 20 novembre 1940) è stato un calciatore canadese, di ruolo centrocampista.
Nel 1904 fece parte della squadra del Galt che conquistò la medaglia d'oro nel torneo di calcio dei Giochi della III Olimpiade. Con il Galt vinse per tre volte l'Ontario Cup dal 1901 al 1903.